# Hermannia decumbens
Hermannia decumbens là một loài thực vật có hoa trong họ Cẩm quỳ. Loài này được Willd. ex Spreng. mô tả khoa học đầu tiên.